# Piedra del Águila
Piedra del Águila es una localidad ubicada en el departamento Collón Curá en el sudeste de la provincia del Neuquén, en la Patagonia argentina.

## Población
Contó con 3,689 habitantes (Indec, 2010), lo que representó un incremento del 9 % frente a los 3372 habitantes (Indec, 2001) del censo anterior. La población se compuso de 1825 varones y 1864 mujeres, lo que arrojó un índice de masculinidad del 97.91%. En tanto, las viviendas pasaron de a ser 848 a 1.684.
Según el censo 2022 se conoció una población dentro del municipio de 3.921 habitantes y 1.494 viviendas.Además, el censo dio a conocer datos de su composición poblacional (1926 hombres 2011 mujeres), densidad y área urbana.
| Gráfica de evolución demográfica de Piedra del Águila entre 1991 y 2022 |
|                                                                         |
| Fuente: Censos nacionales del INDEC                                     |

## Geografía
Un cordón montañoso de singulares formas bordea la localidad de norte a sur. Es de formación rocosa, sin vegetación y de color rojizo. En estas particulares piedras se han tallado por ejemplo, la Madre india y el Niño, y la Cabeza del Indio en la década del 70´. Estas formaciones Rocosas pertenecen a la era terciaria, se trata de basaltos de 70 millones de años.
La vegetación dominante es la estepa arbustiva donde crecen gramíneas y herbáceas muy apetecibles por el ganado. Entre los animales encontramos liebres, roedores, zorros, peludos, piches y guanacos.
Predomina el clima característico de las zonas desérticas, alcanzando en verano los 37 °C y en invierno los -10 °C.

## Historia
Los primeros en denominar a este sitio como Piedra del Águila, fueron los integrantes del Tercer Regimiento de Caballería en 1890.
Gregorio Álvarez adjudica el origen del nombre Piedra del Águila a una formación rocosa existente en la barca con la forma de dicha ave, pero es él mismo quien recoge la información de Serafín Galán Deheza de que al llegar el General Villegas a la zona llevando adelante la Campaña de los Andes, el conjunto de riscos existentes en el lugar era un paradero de águilas una buitrera, y que al ver una de esas aves posada sobre una roca probó puntería con su Remington.
En enero de 1896 el Poder Ejecutivo Nacional creó el Sexto Departamento del Territorio del Neuquén, designando a Piedra del Águila su cabecera.
El teniente coronel Franklin Rawson Guiñazú (Luján de Cuyo, provincia de Mendoza, 17 de diciembre de 1857 - Buenos Aires, 4 de julio de 1944), quien fuera el gobernador de Neuquén, designó como juez de paz, por decreto N.º 9 del 8 de abril de 1897, a Serafín Galán Deheza y como comisario de Policía a Alfredo Álvarez, y recién en 1932 se creó la comisión de fomento (aunque ya funcionaba de hecho desde 1925), integrada por los vecinos Roque Belli, Aurelio Rodríguez y Pascual Lanfré, que inicialmente establecieron el pueblo en dominios de la empresa dueña de los campos, llamada El Cóndor S.A., hasta que en 1943 se obtuvo de los dueños la propiedad de las quince manzanas que la conformaban.

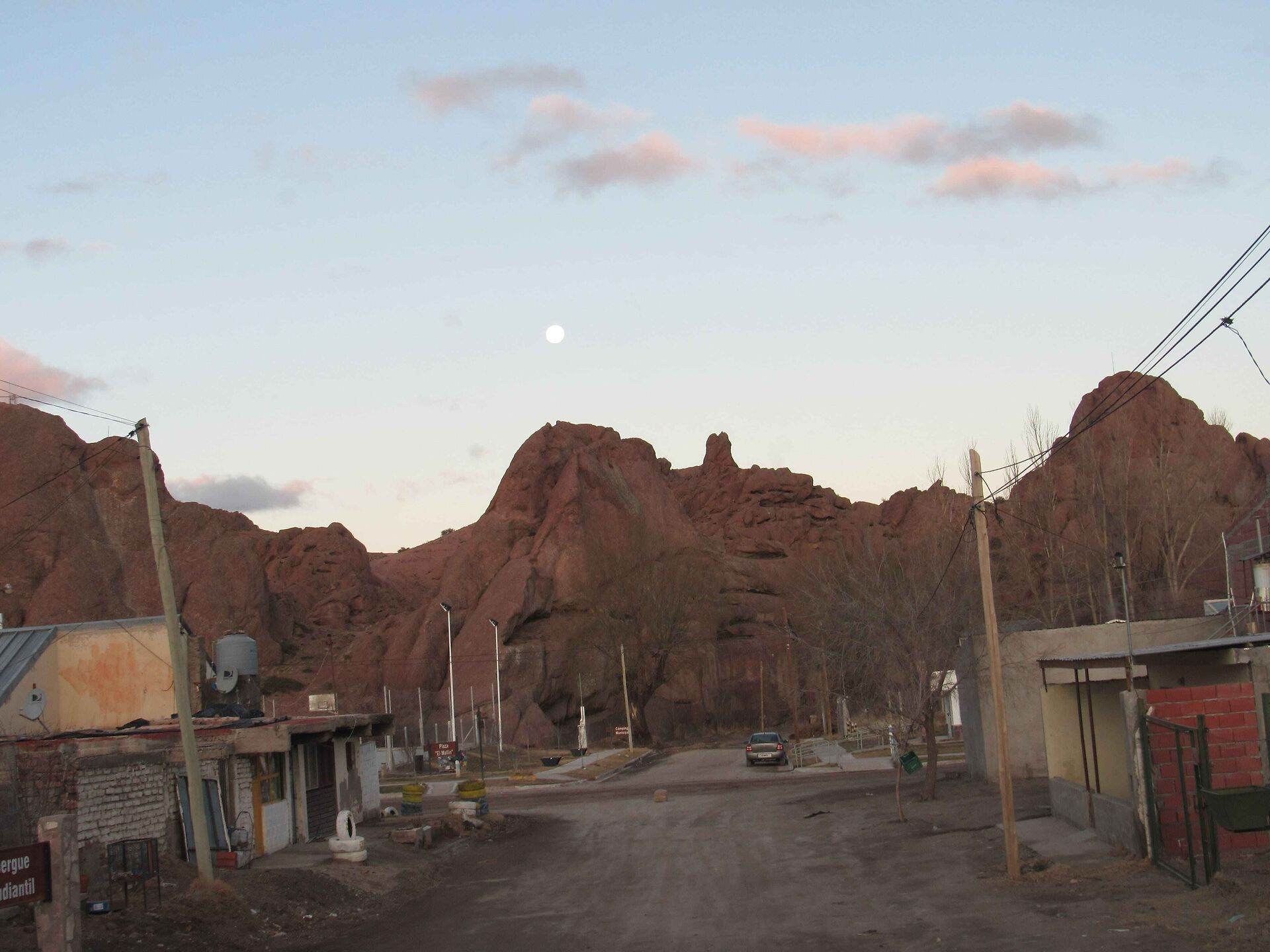
Foto de Piedra del Águila, Neuquén, Argentina

A partir de 1898, Piedra del Águila se constituyó en una zona estratégica como retaguardia de las tropas del Ejército que se encontraban en operaciones en la zona de Junín y San Martín de los Andes, cuyo objetivo era afianzar el orden interno y la soberanía en aquellas regiones recién integradas al Estado Argentino.
En sus proximidades quedan hoy en pie restos de los que fueron los Fortines: Nogueira (situado 15 km al norte de la confluencia del arroyo Pichi-Picun-Leufú con el río Limay, llevando el nombre del oficial fallecido en un combate contra la población indígena) que se encuentra dentro del predio de la Estancia Fortín Nogueira y el Fortín Cabo Alarcón en proximidades de la confluencia del arroyo Picún-Leufú con el río Limay, perpetuando el nombre de un suboficial muerto junto con dos soldados en el desempeño de un acto de servicio. Allí también fueron capturados y muertos, los caciques Kuepú, Meliqueo, Manquepu, Niculman y varios más, que prefirieron sucumbir, a abandonar su vida nómade[cita requerida].
En 1983 se comenzó la construcción de la central hidroeléctrica Piedra del Águila, emplazada sobre el río Limay a 25 km de Piedra del Águila, en el paraje denominado Villa Rincón Chico y que posee hoy una capacidad de evacuar 14.000 metros cúbicos por segundo; a diferencia de las otras represas de la provincia, esta central posee un impresionante dique de hormigón, de 173 metros de altura, que contiene un embalse estacional de 24 000 hectáreas.

## Turismo
Cercano a la localidad se encuentra el río Limay utilizado para la pesca deportiva, donde se pueden obtener truchas y percas mediante la modalidad de spinning, pesca con mosca y embarcado.
Debido a que se encuentra emplazada sobre la Ruta Nacional N.º 237, casi a mitad de camino entre Bariloche, San Martín de los Andes, y la capital neuquina, posee una importante infraestructura hotelera, gastronómica y de servicios; esta localidad es utilizada como lugar de descanso por el turismo en su camino a los centro de turísticos cordilleranos.

## Imágenes

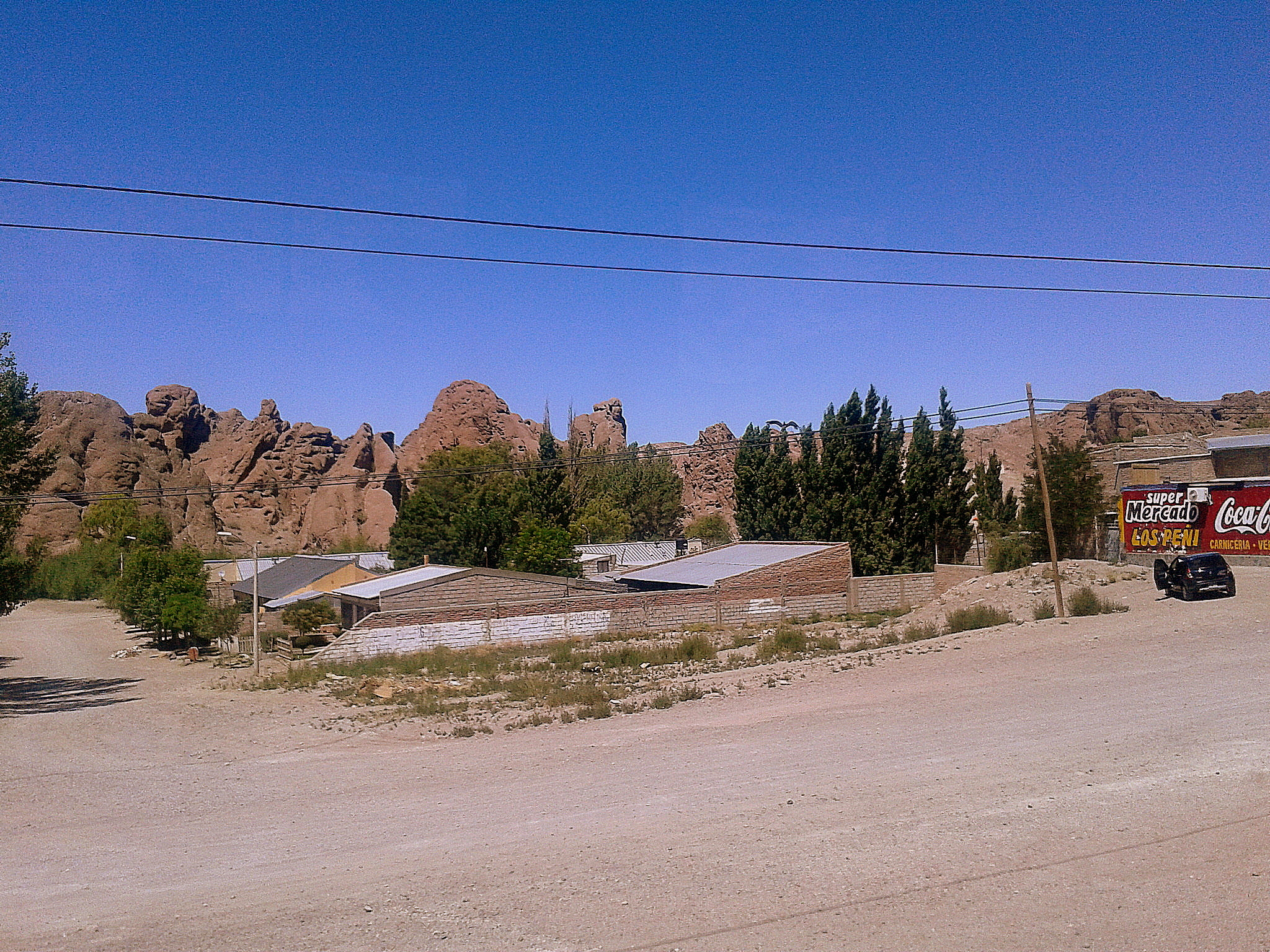
El águila del pueblo.
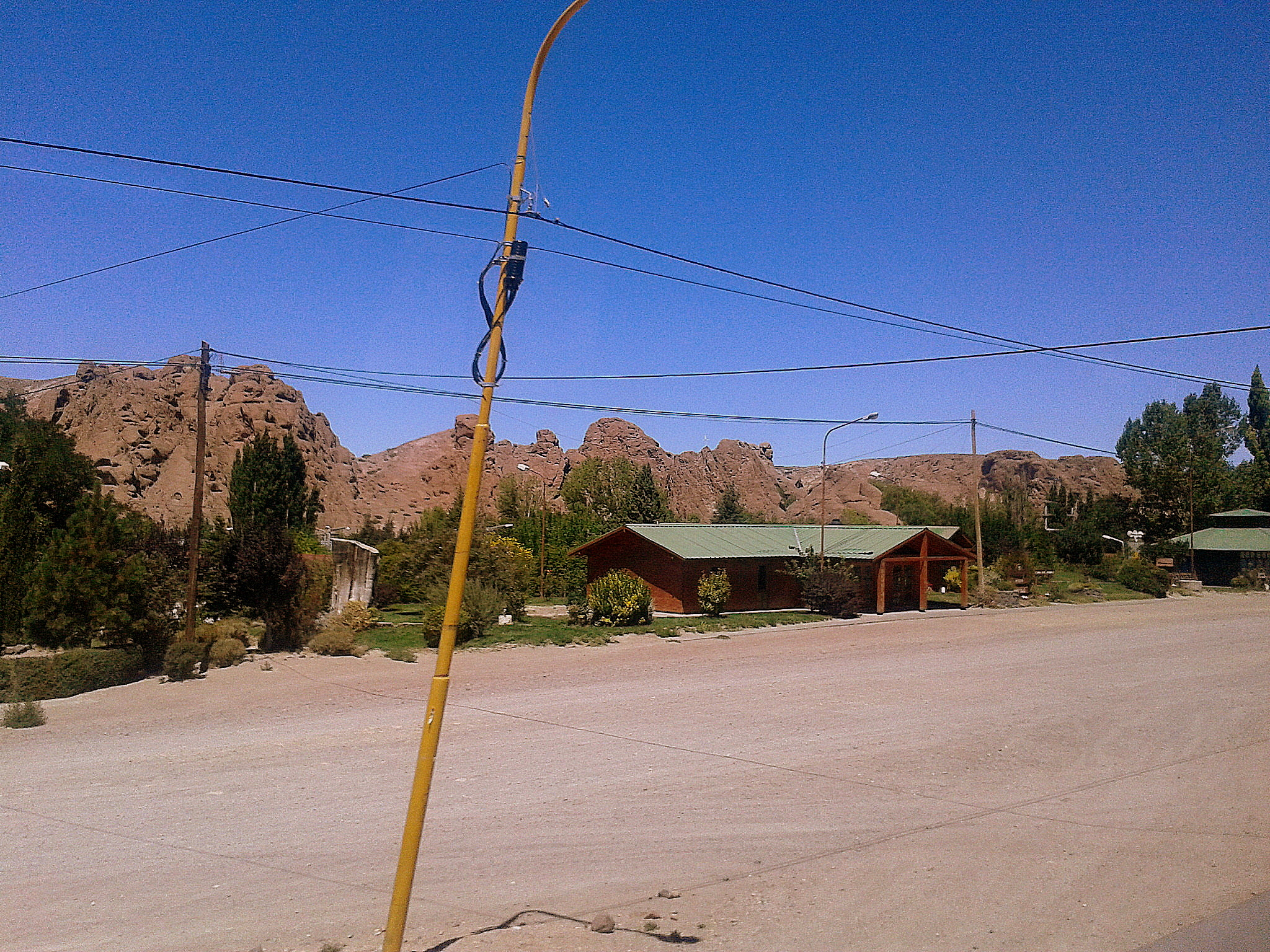
Calle de Piedra del Águila con el museo
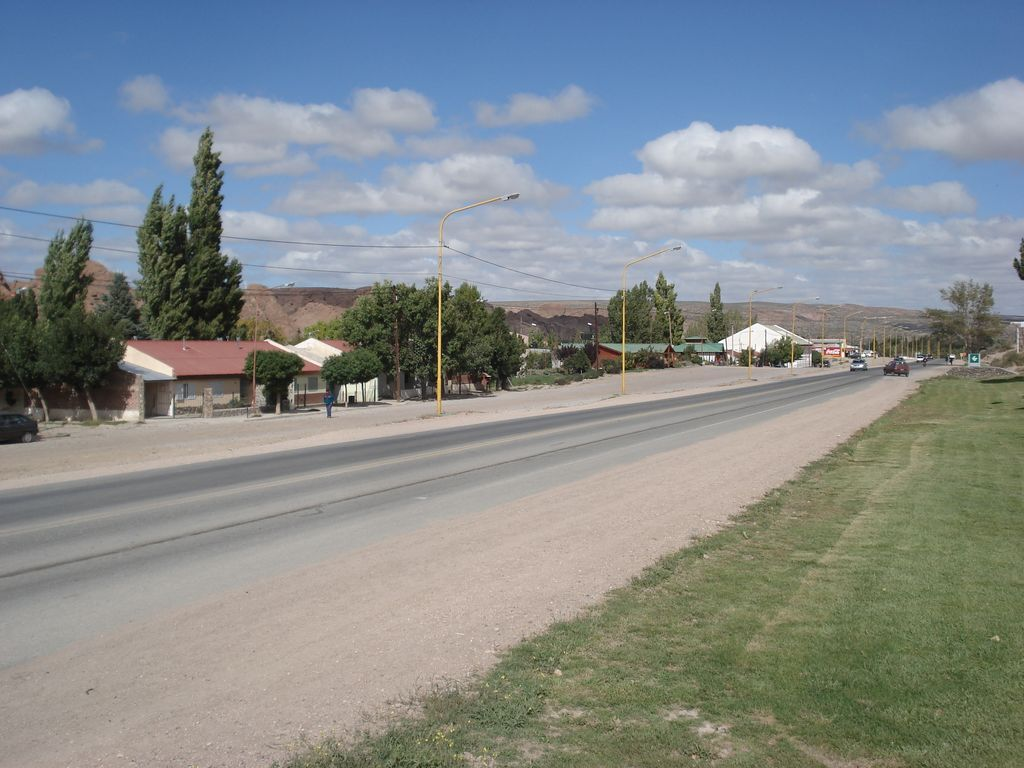
Piedra del Águila surcada por la ruta
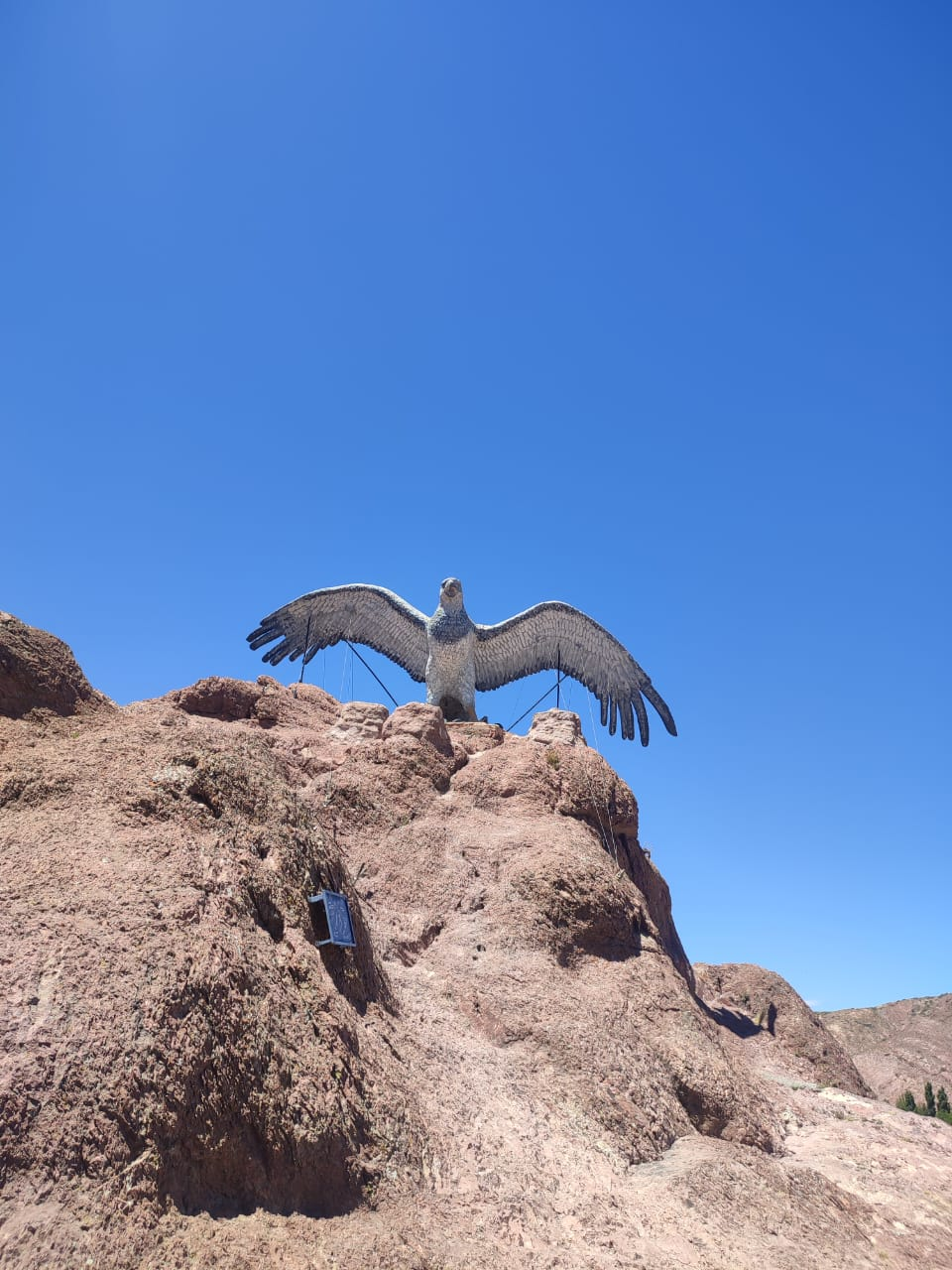
Monumento Piedra del Águila

## Parroquias de la Iglesia católica en Piedra del Águila
| Diócesis  | Neuquén                   |
| --------- | ------------------------- |
| Parroquia | Nuestra Señora del Camino |